# Katalyse Institut
Das Kölner KATALYSE Institut für angewandte Umweltforschung e. V. ist ein unabhängiges Umweltforschungsinstitut.

## Geschichte
Seit 1978 befassen sich in dem Institut Wissenschaftler mit dem Schutz von Umwelt und Gesundheit sowie einer nachhaltigen Entwicklung in Nord und Süd.
Der Name Katalyse soll für den Anspruch stehen, Prozesse zu beschleunigen oder in eine andere Richtung zu lenken.

## Arbeitsbereiche und Aktivitäten
Die Arbeit des Instituts sieht sich dem Ansatz der sozial-ökologischen Forschung verpflichtet. Hinzugezogen werden Methoden und Instrumente aus der klassischen Umweltforschung. Als gemeinnützige Organisation finanziert sich das KATALYSE Institut über Forschungsprojekte, Spenden, Fördermitgliedschaften und Auftragsarbeiten.
Das Institut kooperiert mit zahlreichen Institutionen wie der Bundeszentrale für gesundheitliche Aufklärung, dem Deutschen Naturschutzring, dem Institut für Sportwissenschaft an der Westfälischen Wilhelms-Universität Münster oder dem Europäischen Umweltbüro.

### Sozial-ökologische Forschung
Die sozial-ökologische Forschung wurde zur Stärkung einer transdisziplinär orientierten Umwelt- und Nachhaltigkeitsforschung im Rahmen des Programms des Bundesforschungsministeriums (BMBF) "Forschung für die Umwelt" eingerichtet.
Ansätze, die natur- und sozialwissenschaftliche, universitäre und außeruniversitäre Forschung miteinander verzahnen, werden im Rahmen des Förderschwerpunktes gefördert.
Das Institut stellte 1994 erste Ansätze für eine sozial-ökologische Forschung vor. Im Jahre 1999 hat das Institut für sozial-ökologische Forschung (ISOE) im Auftrag des BMBF mit Unterstützung von KATALYSE und anderen deutschen Ökoforums-Instituten – Öko-Institut, Institut für ökologische Wirtschaftsforschung (IÖW) – den Forschungsschwerpunkt erarbeitet. Im Jahr 2001 hat das KATALYSE-Institut eine der Sondierungsstudien (Biodiversitätsmanagement) zur Vorbereitung des neuen Forschungsschwerpunktes erstellt und war von 2001 bis 2005 am Projekt EVALUNET – Evaluationsnetzwerk für transdisziplinäre Forschung beteiligt, an dem unter Führung von ISOE weiterhin IÖW, Öko-Institut und das Österreichische Ökologie-Institut für angewandte Umweltforschung mitwirkten.

### Landwirtschaft und Ernährung
Im Zentrum des Arbeitsfeldes steht die Entwicklung von Maßnahmen der Ernährungskommunikation und Strategien für eine gesunde Ernährung. das Institut berät Politik und Wirtschaft bei der Umsetzung nachhaltiger Ernährungskonzepte. Schwerpunkte dabei sind
- Das Erstellen von Konzepten für eine nachhaltige Erzeugung und Verarbeitung von Lebensmitteln und nachwachsenden Rohstoffen,
- Beratung bei der Konzeption gesundheitlich und ökologisch verträglicher Verpflegungssysteme,
- Strategieentwicklung einer Ernährungskommunikation für eine nachhaltigere Ernährung.

Von 2002 bis Ende 2005 führte der Arbeitsbereich Landwirtschaft und Ernährung mit vier anderen Instituten das BMBF-Verbundvorhaben "Ernährungswende – Strategien für sozial-ökologische Transformationen im gesellschaftlichen Handlungsfeld Umwelt-Ernährung-Gesundheit" durch. Die Ergebnisse des Forschungsvorhabens wurden u. a. in den Büchern Ernährungswende – eine Herausforderung für Politik, Unternehmen und Gesellschaft (2006) und Vom Acker auf den Teller – Impulse der Agrar- und Ernährungsforschung für eine nachhaltige Entwicklung (2007) veröffentlicht.

### Nachhaltiger Konsum und Umweltbildung
Die Verbraucher- und Umweltbildungsportale des KATALYSE Instituts wollen durch Informationen das gesellschaftliche Verantwortungsbewusstsein und bei der praktischen Umsetzung eines nachhaltigen Konsums helfen.
Zum Beispiel ist Katalyse seit 1997 Mitglied im Ausschuss des Natur-Aktien-Index (NAI). Dieser Index bietet Orientierung für Grüne Geldanlagen.

### Raumluftqualität und Elektrosmog
Das Institut beteiligt sich beim
- Identifizieren von Schadstoffquellen in öffentlichen Gebäuden, Büros und Wohnungen,
- Beproben und Analysieren Innenraumschadstoffe (z. B. PCB, Asbest, Schimmelpilze)
- Bewerten Messergebnisse und Belastungssituationen und
- bei Handlungsempfehlungen zur Reduzierung und Vermeidung von Belastungen,
- Erstellen von Sanierungskonzepten und deren technischer Durchführung.

### Bauen und Wohnen
Im Bereich Bauen und Wohnen erfolgt die
- Begutachtung umweltbezogener, gesundheitlicher und material-technischer Anforderungen an Baustoffe und Bauprodukte
- Pilotprojekte zum Einsatz von Baustoffen und Bauteilen aus Nachwachsenden Rohstoffen
- Unterstützung bei der Entwicklung und Umsetzung von Energie- und Gebäudepässen
- Entwicklung von Schulungsmaterialien und Praxisleitfäden, wie z. B. im Praxisratgeber „Bauteilplanung mit ökologischen Baustoffen“
- Ökobilanzierung, Bewertung und Zertifizierung von Gebäuden.

### Entwicklungszusammenarbeit
Im Jahr 1997 hat das Institut seinen Vereinszweck erweitert und die „Förderung der nachhaltigen Entwicklung im Süden und im Norden“ in seine Satzung aufgenommen.
In der Folge hat das Institut den Fokus seiner Entwicklungszusammenarbeit auf die beiden Länder Kuba und Brasilien konzentriert. Die Projekte in diesem Arbeitsfeld befassen sich mit Kleingoldbergbau im Amazonas, der Entwicklung von Produkten aus dem Niembaum oder der Umorientierung zu einer nachhaltigen Schweinezucht.
In allen Projekten stehen Umwelt- und Gesundheitsprobleme im Vordergrund, für die Lösungsansätze unter Einbeziehung des kulturellen und sozialen Kontextes, seiner staatlichen Rahmenbedingungen.

### Managementsysteme
Der Arbeitsbereich Managementsysteme untergliedert sich in folgende Bereiche
- Integriertes Managementsystem
- Qualitätsmanagement DIN EN ISO 9000
- Umweltmanagement DIN EN ISO 14000/EMAS
- Produktdatenmanagement zur Erfüllung der Anforderungen aus REACh
- Lebensmittelsicherheitsmanagement DIN EN ISO 22000/IFS
- Arbeitsschutzmanagement ILO-Leitfaden
- Umweltcontrolling und betriebliches Benchmarking

## Aktivitäten und Projekte
- Die Ausrichtung des "Förderpreis Ökologischer Landbau" von 2001–2005 für das Bundeslandwirtschaftsministerium (BMELV) und Entwicklung von Strategien für eine Ernährungswende im Rahmen des Förderschwerpunkts: Nachhaltige Entwicklung im Spannungsfeld „Umwelt-Ernährung-Gesundheit“ des Bundesforschungsministeriums (BMBF).
- Die Entwicklung von EcoStep-Praxisleitfäden zum Managementsystem in der Landwirtschaft im EU-Demonstrationsvorhaben mit Weinbaubetrieben in Hessen (Deutschland), Aquitaine (Frankreich) und Emilia-Romagna (Italien).
- „Untersuchung biotechnologischer Innovationspotenziale für das Land NRW“ oder Risikoabschätzungen zur Nanotechnologie und Gentechnologie in der Ernährung und Landwirtschaft.